# Jumpei Obata
Jumpei Obata (født 13. december 1988) er en japansk tidligere professionel fodboldspiller.
Han har spillet for flere forskellige klubber i sin karriere, herunder Mito HollyHock og FC Ryukyu.